# Ед Хелмс
Едуард Паркър „Ед“ Хелмс (на английски: Edward Parker „Ed“ Helms) (роден на 24 януари 1974 г.) е американски актьор, най-известен с ролите си на Анди Бърнард в сериала „Офисът“ и Стюарт Прайс във филма „Ергенският запой“ и неговите продължения.

## Избрана филмография
- „Всемогъщият Евън“ (2007)
- „Ергенският запой“ (2009)
- „Ергенският запой: Част II“ (2011)
- „Ергенският запой: Част III“ (2013)
- „Семейство Милър“ (2013)
- „Ваканция“ (2015)